# Сварог Вест Груп
Корпорація «Сварог Вест Груп» — аграрна компанія, що об'єднує підприємства, розташовані в Хмельницькій, Чернівецькій та Житомирській областях, і працюють у всіх сферах сільського господарства.
Компанія створена у 2003 році. До 2017 року головою правління Корпорації «Сварог Вест Груп» був Андрій Андрійович Гордійчук. З 2017 року створено новий колегіальний управлінський орган — Раду директорів компанії. На підприємствах корпорації працює понад 3.500 співробітників.

## Діяльність
Земельний банк корпорації становить 80 тис. га.
Підприємства корпорації працюють у таких основних напрямках:
- рослинництво (вирощування зернових, зернобобових, цукрового буряку, нішевих культур);
- тваринництво (молочне тваринництво);
- насінництво (сучасний насіннєвий завод з очистки, калібрування, протруєння та фасування насіння продуктивністю 15 т/год);
- зберігання продукції (9 сучасних ХПП загальною потужністю 400 тис. тонн);
- сучасні МТС (парк самохідної сільгосптехніки налічує більше 600 одиниць);
- точне землеробство[3],[4].

Високих показників у роботі вдається досягти завдяки використанню інноваційних технологій:
- лабораторії аналізу ґрунтів,
- елементів точного землеробства,
- авторського програмного забезпечення для онлайн-контролю польових робіт та ресурсів.

Для обробки ґрунту діють сучасні комплекси техніки, розроблені фахівцями компанії у співпраці з міжнародними партнерами.
За показниками врожайності корпорація займає лідируючі позиції в Україні, компанія перемогла у всеукраїнському конкурсі «Агровиробник року-2014» у трьох номінаціях:
- «Найвища врожайність сої»,
- «Найвища врожайність пшениці»,
- «Найвища врожайність цукрового буряку».

У 2015 році за версією журналу «Forbes-Україна» компанія очолила рейтинг ТОП-20 найефективніших агрокомпаній України. Того ж року вона увійшла до рейтингу сотні найкращих аграрних підприємств України «Аграрна еліта України» за версією журналу «The Ukrainian Farmer» у номінації «Інноваційність».

## Історія
- 2003 — на базі ВАТ «Шепетівський цукровий комбінат» створено самостійний аграрний відділ для забезпечення виробництва цукру власною сировиною.
- 2004 — розпочато формування нових напрямків — м'ясо-молочного тваринництва, МТС.
- 2005 — інтенсивний розвиток існуючих напрямків. Кількість працівників налічувала вже 1000 чоловік.
- 2006 — 27 грудня офіційно зареєстровано корпорацію «Сварог-2006», до складу якої увійшли шість господарств Хмельницької області. Новий напрям — овочівництво.
- 2007 — розширення бізнесу за рахунок приєднання підприємств Чернівецької області. Новий напрям — садівництво. Розпочато реалізацію соціальної благодійної програми «З людьми і для людей». Введено в експлуатацію сучасний молочно-товарний комплекс в с. Медведівка (Шепетівський район, Хмельницька область).
- 2008 — зміцнення позицій і територіальне розширення. Ребрендинг корпорації, нова назва — «Сварог Вест Груп».
- 2009 — розвиток програми експорту власної продукції та комплексна автоматизація корпорації на базі «1С». Корпорація стала активним учасником міжнародних зернових конференцій.
- 2010 — початок програми з проведення юридичної реструктуризації компанії, міжнародного аудиту та переходу на МСФЗ (Deloitte). Створено Хмельницький регіональний благодійний фонд «Зміцнення громад».
- 2011 — корпорація стає № 1 в Україні за показниками врожайності. Відбувається розширення бізнесу за рахунок купівлі підприємств у Хмельницькій області. Закінчена юридична реструктуризація. Введено в експлуатацію ще один молочно-товарний комплекс в с. Саверці (Шепетівський район, Хмельницька область).
- 2012 — корпорація підтверджує статус лідера в Україні за показниками врожайності основних культур. Введено в експлуатацію найпотужніший у Західній Україні насіннєвий завод, сучасне фруктосховище, лінію з виробництва соків з власної сировини.
- 2013 — розширено територію діяльності на Житомирську область. Введено в експлуатацію чергове фруктосховище. Збільшено елеваторні потужності. Інтенсивно розвивається насіннєвий напрямок. Збережено лідируючі позиції по урожайності.
- 2014 — розпочато програму вирощування та доробки нішевих культур (квасоля, гарбуз голонасінний, льон, гірчиця) в промислових масштабах. Досягнуто найвищих в Україні показників врожайності пшениці (8,8 т/га), сої (3,8 т/га) та цукрового буряку (65,8 т/ га). Створено автоматизовану систему управління в режимі реального часу.
- 2015 — за версією «Forbes Україна» корпорація очолила рейтинг найефективніших агрокомпаній України[6]. Отримано сертифікат для експорту продукції в Китай. Корпорація стала першим українським партнером Європейської Асоціації «Дунайська соя». Започатковано нову технологічну лінію для гарбузового насіння. Збережено лідируючі позиції по урожайності озимої пшениці.
- 2016 — за версією журналу «Landlord» другий рік поспіль корпорація очолила рейтинг найефективніших агрокомпаній України. Збережено лідируючі позиції по врожайності основних культур. «Сварог Вест Груп» активно інвестує в інноваційні розробки у сфері ІТ- та біотехнологій.
- 2017 — в Корпорації «Сварог Вест Груп» відбулася реструктуризація системи управління. Компанія ввійшла в рейтинг топ-семи аграрних компаній-роботодавців України[7] та стала володарем почесного звання «Лідер року 2017» .

## Соціальна відповідальність
З часу свого заснування Корпорація «Сварог Вест Груп» провадить активну соціальну політику, співпрацюючи з громадами сіл і міст, на території яких веде свою діяльність. Основна мета такої роботи — організаційно-методична і фінансово-матеріальна підтримка громадських ініціатив, що сприяє розвитку територіальних громад та підвищенню рівня їх соціального забезпечення.
Для реалізації цієї мети з 2006 року в корпорації діяла програма соціальних інвестицій «З людьми і для людей». У 2010 році з Благодійним фондом «Зміцнення громад» був підписаний договір про спільну реалізацію цієї програми.